# Jesse Albert
Jesse Albert (* 23. Januar 1984 in Bonn) ist ein deutscher Schauspieler.

## Leben
Jesse Albert wuchs in Köln und in Hessen auf und machte dort 2004 sein Abitur. Er besuchte zwischen 2006 und 2008 die Kölner Schauspielschule der Keller und von 2014 bis 2015 die Internationale Filmschule Köln. Während des Studiums und im Anschluss daran arbeitete er an einigen Kölner Theatern. Ab 2013 begann er sich auf Film- und Fernsehproduktionen zu konzentrieren. Inzwischen stand er für rund 90 Produktionen vor der Kamera.
Albert lebt und arbeitet in Köln.

## Filmografie (Auswahl)
- 2013: Alarm für Cobra 11 – Die Autobahnpolizei (Fernsehserie)
- 2013: Der Bulle und das Landei
- 2013: Der Staatsanwalt (Fernsehserie)
- 2014: … und dann noch Paula (Fernsehserie)
- 2014: Ellerbeck (Fernsehserie)
- 2014: Tatort: Mord ist die beste Medizin (Fernsehreihe)
- 2015: Einstein (Fernsehserie)
- 2015: Ein Fall für zwei (Fernsehserie)
- 2015: Rentnercops (Fernsehserie)
- 2015: Duell der Brüder – Die Geschichte von Adidas und Puma (Fernsehfilm)
- 2015: Tatort: Hundstage (Fernsehreihe)
- 2016: Frau Temme sucht das Glück
- 2016: Tatort: Durchgedreht (Fernsehreihe)
- 2016: Wilsberg: Alle Jahre wieder (Fernsehserie)
- 2016: Babylon Berlin (Fernsehserie, 1 Folge)
- 2016: Wendy – Der Film
- 2016: Heldt (Fernsehserie)
- 2017: Der Lehrer (Fernsehserie)
- 2017: Lindenstraße (Fernsehserie)
- 2017: Mackie Messer – Brechts Dreigroschenfilm
- 2017: Beste Schwestern (Fernsehserie)
- 2018: Gladbeck (Zweiteiler)
- 2018: Ein Fall für zwei (Fernsehserie)
- 2018: Phoenixsee (Fernsehserie, 3 Folgen)
- 2018: Keiner schiebt uns weg
- 2018: Einstein (Fernsehserie)
- 2018: Tatort: Falscher Hase (Fernsehreihe)
- 2019: Geschlechterkrise (Kurzfilm)
- 2019: Die Martina Hill Show (Fernsehserie)
- 2019: SOKO Köln (Fernsehserie)
- 2019: Tatort: Monster (Fernsehreihe)
- 2019: Rentnercops (Fernsehserie)
- 2019: Unsere wunderbaren Jahre (Mehrteiler)
- 2019: Dunkelstadt (Fernsehserie)
- 2019: Eine Klasse für sich (Fernsehfilm)
- 2019: Sekretärinnen – Überleben von 9 bis 5 (Fernsehserie)
- 2019: Der Alte und die Nervensäge (Fernsehfilm)
- 2020: Binge Reloaded
- 2020: Sankt Maik (Fernsehserie)
- 2020: Der Staatsanwalt (Fernsehserie)
- 2021: Bettys Diagnose (Fernsehserie)
- 2021: Das Weiße Haus am Rhein (Mehrteiler)
- 2022: Rheingold
- 2022: Meine Mutter raubt die Braut (Fernsehserie)[4]
- 2022: Tierärztin Dr. Mertens (Fernsehserie)
- 2022: Kommissar Dupin – Bretonische Nächte (Fernsehreihe)
- 2023: Plünderich
- 2024: Pumpen (Fernsehserie)
- 2025: Zimmer im Grünen – Herzenswege (Fernsehfilm)
- 2025: WaPo Duisburg (Fernsehserie, Folge Spurlos verschwunden)